# Cemmo
Cemmo is een plaats (frazione) in de Italiaanse gemeente Capo di Ponte.

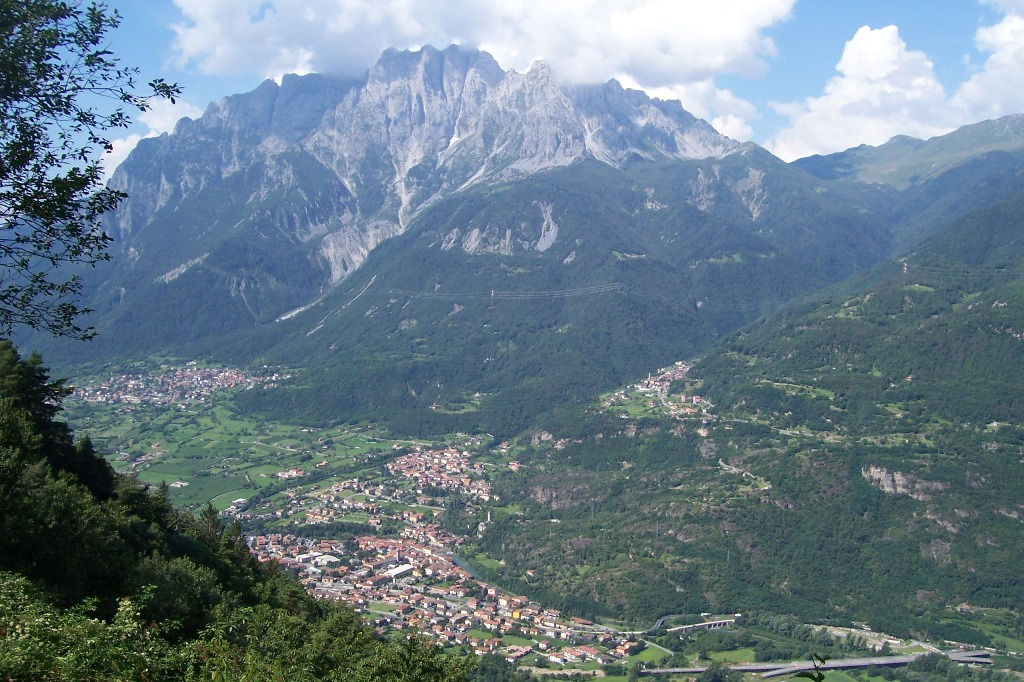
Cemmo
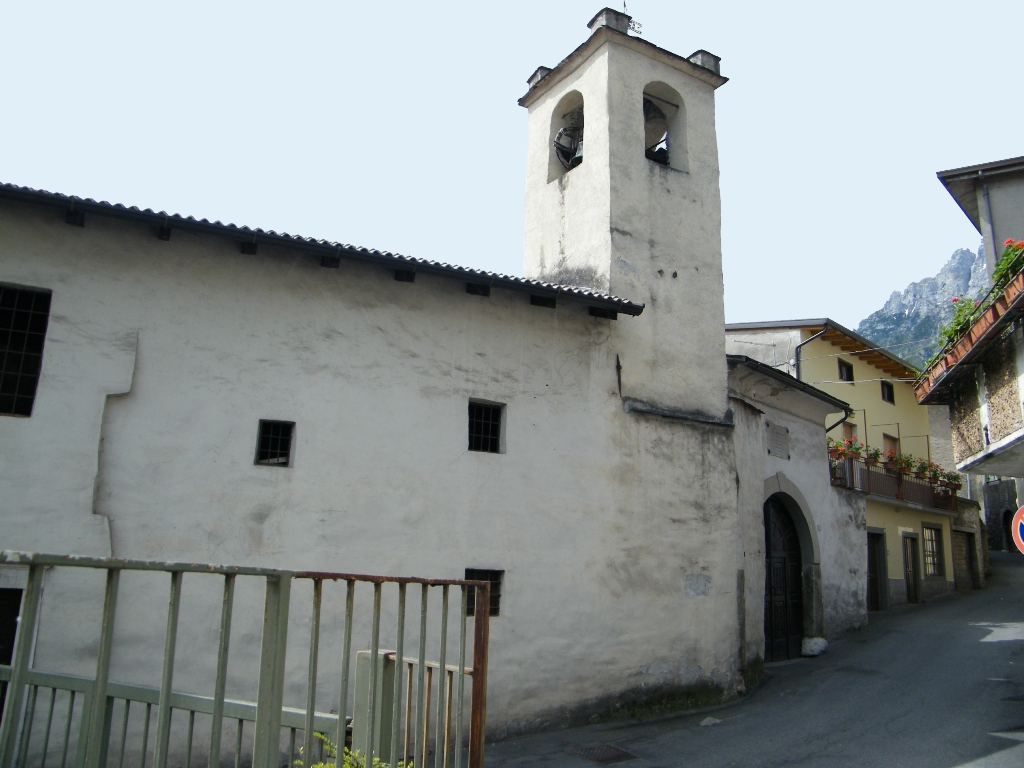
Kerk van St. Bartolomeüs
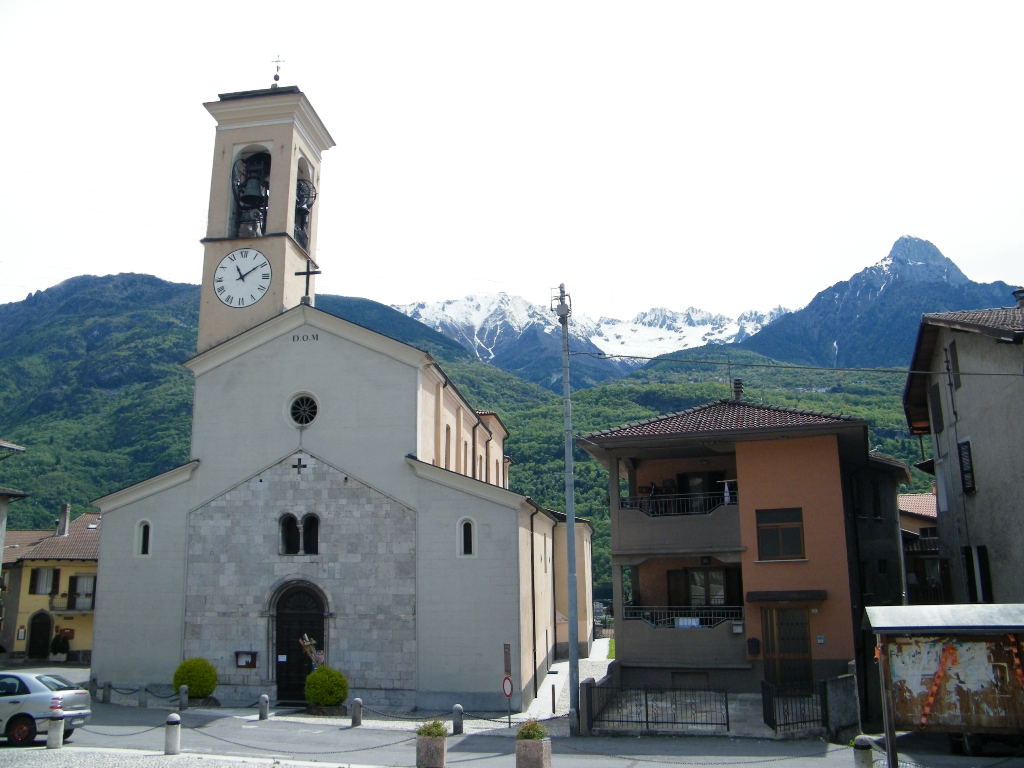
Kerk van St. Stefanus